# Рома Жиган
Рома Жиган (нар.. 8 квітня 1984, Москва або Ізобільненський район, Ставропольський край, РРФСР, СРСР) — російський репер.

## Біографія
Роман Чумаков, відомий як Жиган, народився у Москві 8 квітня 1984 року. Виріс у районі Братєєво. Свою кар'єру реп артиста розпочав в гурті BIM, створенний продюсером В. Ферапонтовим. У реп-гурті Рома працював під псевдонімом Чума. Першим альбомом, в записі якого він брав участь, став «Собачья жизнь» колективу BIM в 2002. Кар'єру Чумакова перервав тюремний термін — у 2002 році його ув'язнили за грабіж та викрадення автомобіля. Звільнившись із тюремного ув'язнення у 2006 році[неавторитетне джерело] він знову почав займатися творчістю і в 2009 році взяв участь у теле-шоу «Битва за респект 3», в якому здобув перемогу.

## Конфлікти

### Жиган та Жириновський
Після історії під назвою «Smotra.ru заселяє готель у Самарі» стався скандал, який широко обговорювався в Рунеті. На інцидент звернув увагу Володимир Жириновський, який надіслав листа до прокуратури.

### Oxxxymiron та Schokk
Восени 2011 року Жиган разом із групою озброєних людей у масках прийшов на квартиру, яку винаймали на час російських гастролей репери Oxxxymiron та Schokk . Обидвох Роман змусив стати на коліна і вибачитися, а також дав їм ляпаси. Те, що відбувалося, фіксувалося на камеру, фрагменти запису були опубліковані в інтернеті.
1 листопада 2021 року Oxxxymiron опублікував запис інциденту у кліпі «Кто убил Марка?» де заявляв, що Жиган довгий час шантажував його публікацією ролика з нападом і таким чином змусив до зйомок у документальному фільмі BEEF: Російський хіп-хоп.

### Телепроєкт НТВ «Острів»
В 2013 році Рома Жиган брав участь у телепроєкті «Острів» на каналі НТВ . Під час зйомок реаліті-шоу «Острів» у Роми Жигана сталися конфлікти з низкою медійних особистостей, які перебували на телепроєкті як учасники — Прохор Шаляпін, Катя Гордон та Гліб П'яних

## Арешт та суд
12 грудня 2013 року московська поліція заявила про те, що Рому Жигана затримано за підозрою в пограбуванні. 13 грудня реперу звинуватили, за частиною 2 статті 162 КК РФ («Розбій») максимальний термін за якою становить 10 років. За неофіційними даними, Жигана затримали лише через півроку після злочину, оскільки влітку він виїжджав за кордон. Жиган своєї провини не визнавав, але незважаючи на це, 3 червня 2014 року Савелівський суд Москви визнав репера Романа Чумакова (Рому Жигана) винним у розбійному нападі, засудивши на 1 рік позбавлення волі.

## Визволення
Останні слова у суді Жиган сказав заримованими у реп стилі. 10 грудня 2014 року Рома Жиган, ухвалив рішення дати прощальний концерт у виправній колонії в місті Липецьку, де він відбував тюремний термін за скоєння розбійного нападу.

## Дискографія

### Студійні альбоми
- 2008 — «G-77»
- 2009 — «С днем рождения, пацаны»
- 2010 — «Делюга»
- 2012 — «Альфа и Омега» (за участі Black Market)

### Відеокліпи
- 2009 — «Наше движение» (за участі Trebal)
- 2009 — «Россия»
- 2009 — «Делюга» (за участі Trebal)
- 2010 — «Люберцы»
- 2011 — «Мирного неба»
- 2011 — «Gangsta World» (за участі LV Gizo Evoracci)
- 2013 — «Прости»
- 2014 — «Её нельзя любить»
- 2015 — «Удар в спину, feat. Princip»
- 2016 — «Расклад» (за участі Кирилл Седой, Нафталадже)